# Landshuter Verkehrsverbund

Logo Landshuter Verkehrsverbund

Der Landshuter Verkehrsverbund (LAVV), auch Zweckverbund Landshuter Verkehrsverbund ist eine Körperschaft des öffentlichen Rechts in der Region Landshut.
Verbandsmitglieder sind die Stadt Landshut und der Landkreis Landshut. Gegründet wurde er am 14. November 2018.

Es gilt ein Gemeinschaftstarif für alle Busunternehmen. Der Schienenpersonennahverkehr ist nicht in den Tarif integriert.

## Historie
Nach einer verkehrspolitischen Entscheidung im Jahre 2014 zur Förderung des ÖPNV in der Region Landshut wurde unter dem Zusammenschluss „Verbundkommission Region Landshut“ von Vertretern der Stadt und dem Landkreis Landshut, mit den beteiligten Verkehrsunternehmen, der Bayerischen Eisenbahngesellschaft (BEG), der Regierung von Niederbayern und des Regionalmanagements Landshut zusammen mit dem Ingenieurbüro gevas humberg & partner ein Gemeinschaftstarif erarbeitet.

Zahlreiche Hürden wurden seitdem genommen.

Es erfolgte die Abstimmung der Fahrpläne zwischen den privaten Verkehrsunternehmern und den großen Verkehrsgesellschaften, der Regional Busse Ostbayern (RBO) sowie den Stadtwerken Landshut.

Der einheitliche Auftritt und die Einnahmeaufteilung und die Einführung des neuen Tarifsystems wurden vorbereitet.

Zum 1. November 2018 nahm der Landshuter Verkehrsverbund seine endgültige Arbeit auf.
Mit dem beschlossenen Beitritt von Stadt und Landkreis Landshut zum Münchner Verkehrs- und Tarifverbund wird der Landshuter Verkehrsverbund zum 1. Januar 2026 obsolet.

## Beteiligte Verkehrsunternehmen
Folgende Verkehrsunternehmer sind am LAVV beteiligt:
- Stadtwerke Landshut, Landshut
- bustours Amberger GmbH & Co.KG, Rottenburg an der Laaber
- Josef Held & Sohn Personenverkehrs GmbH, Buch am Erlbach
- Mückenhausen Busunternehmen GmbH, Gangkofen
- Omnibusse Richard Petz GmbH, Altdorf
- Regionalbus Ostbayern GmbH, Regensburg
- Schrafstetter GmbH & Co.KG, Vilsheim
- Verkehrsunternehmen Leonhard Speckner, Mengkofen
- Busunternehmen Vielhuber GmbH, Geisenhausen
- Weingartner-Reisen e.K., Gündlkofen